# Vlachina
Vlachina (bulgariska) eller Vlaina (makedonska) är en bergskedja på gränsen mellan Nordmakedonien och Bulgarien.